# Les Cinquante
 (juillet 2023).
 (octobre 2022).
Si vous disposez d'ouvrages ou d'articles de référence ou si vous connaissez des sites web de qualité traitant du thème abordé ici, merci de compléter l'article en donnant les références utiles à sa vérifiabilité et en les liant à la section « Notes et références ».
 (novembre 2022).
- Si vous ne connaissez pas le sujet, laissez ce bandeau (vous pouvez alors contacter les auteurs).
- Si vous supprimez le contenu mis en cause (vous pouvez préalablement contacter les auteurs),

argumentez précisément cette suppression dans la page de discussion
(un manque de référence n'est pas un argument ; une recherche réelle de référence doit avoir été effectuée, être formellement documentée).
Les Cinquante est une émission de télévision française produite et créée par Banijay Productions. Elle est diffusée sur W9 depuis le 5 septembre 2022.
La première saison a été remportée par Julien Bert, la deuxième saison par Amélie Neten et la troisième saison par Kévin Guedj.

## Concept
Les Cinquante est une émission de téléréalité mélangeant compétition, jeu et stratégie.
50 personnalités issues de la téléréalité et des réseaux sociaux s’affrontent dans un univers scénarisé, orchestré par une mystérieuse personne masquée. L’objectif des candidats est d’éviter l’élimination tout en augmentant une cagnotte finale, destinée à être remportée par l’un des participants.
Le concept s’inspire directement de la série Netflix à succès Squid Game, bien qu’il adopte une approche moins violente et davantage axée sur l’esprit de compétition et le divertissement.

### Tournage

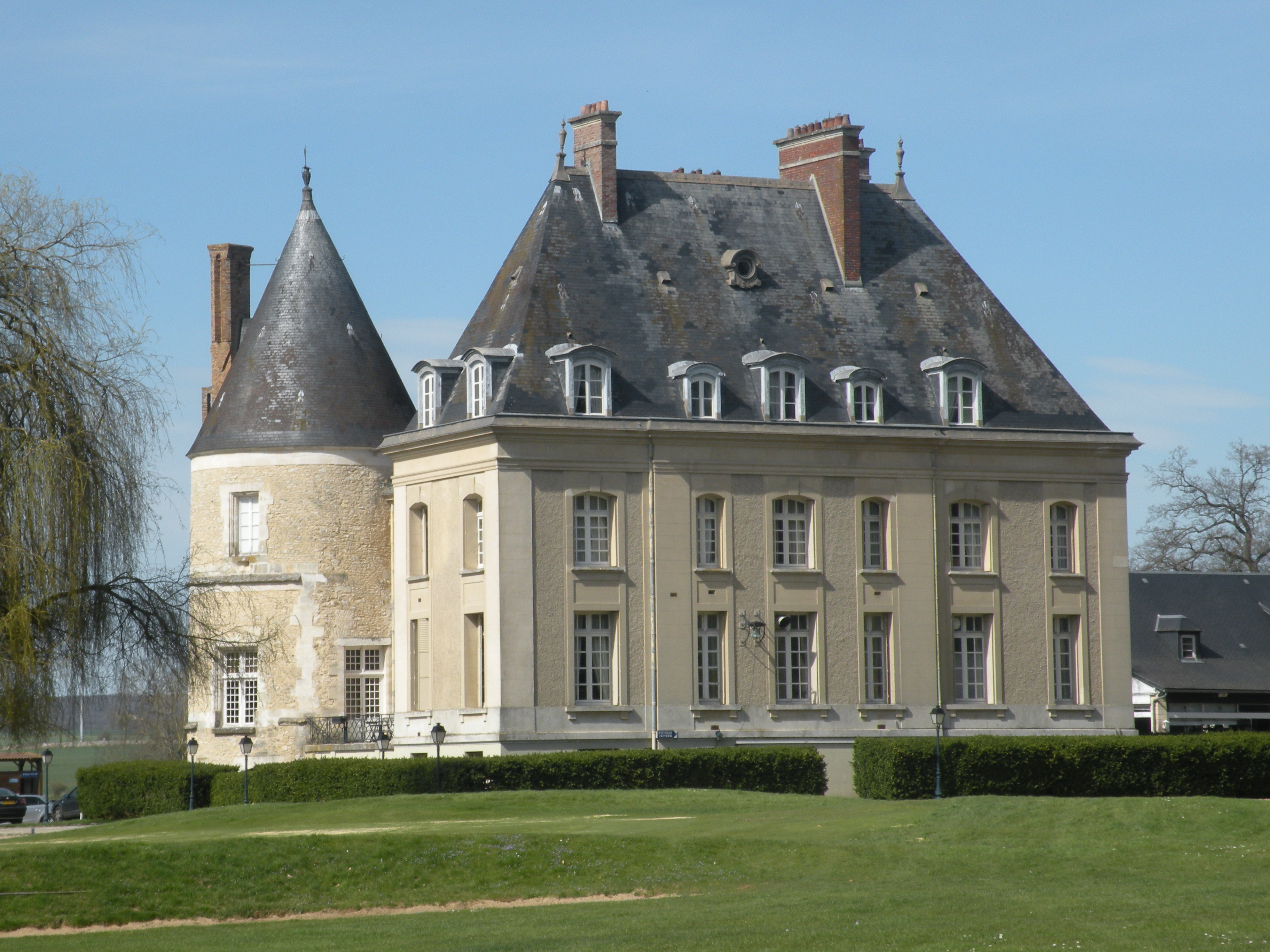
Le château de Bertichères.

L'émission est tournée au château de Bertichères à Chaumont-en-Vexin dans le département de l'Oise.

## Diffusion
En France, l'émission est diffusée un jour en avance sur la plateforme M6+, puis en diffusion normale sur W9.
En Belgique, elle est diffusée sur RTL Plug.

## Saison 1 (2022)
Cette première saison est diffusée entre le 5 septembre 2022 et le 11 novembre 2022.

## Saison 2 (2023)

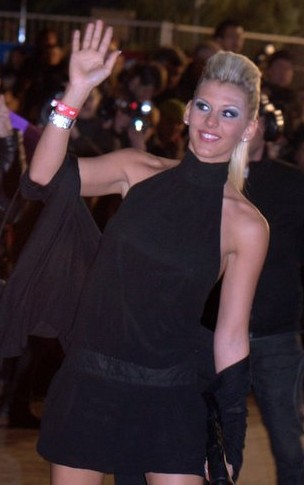
Amélie Neten, la gagnante de la saison 2.

Le 3 juillet 2023, la chaÏne dévoile les participants de cette saison, tournée durant le mois de juillet 2023.
Cette saison est diffusée entre le 4 septembre 2023 et le 1er décembre 2023 sur W9.

## Saison 3 (2024)
Le 17 juin 2024, la chaîne dévoile les participants de cette nouvelle saison, tournée durant les mois de juin et juillet 2024.
Cette saison est diffusée entre le 2 septembre 2024 et le 6 décembre 2024 sur W9.

## Saison 4 (2025)
Le tournage a commencé le 19 juin 2025. 
Cette saison est diffusée à partir du 14 août 2025 en avant-première sur M6+.
À la télévision, la saison est diffusée dès le 18 août 2025 à 19 h 50. Dès le 1er septembre 2025, la téléréalité basculera à 17 h 50 suite à l'arrivée de Cyril Hanouna avec sa nouvelle émission Tout beau, tout 9,. 

### Nouveautés
Le Lion n'est plus le seul maître du jeu : il est désormais accompagné de sa moitié, la Panthère, figure redoutable et malicieuse qui possède sa propre antre et mettra chaque jour les candidats à l'épreuve pour faire grimper (ou chuter) leur cagnotte. Sa présence introduit des choix stratégiques souvent cruels, où sauver son équipe peut signifier pénaliser les autres. 
Le château accueille également un nouvel arrivant : le Chat, qui soumettra les joueurs à sa fameuse « torturette », une série de devinettes redoutables dont l'issue peut coûter cher à l'équipe si elles restent sans réponse. 
Dès leur arrivée, les 50 candidats sont répartis en 10 équipes de 5 joueurs. Leurs destins seront liés pour le meilleur et pour le pire. C’est donc par groupes de cinq que chaque participant devra avancer dans l'aventure. Chaque équipe se bat pour sa cagnotte.
Avant chaque cérémonie, les 10 équipes s'affronteront 3 fois. Les 3 équipes perdantes seront en danger et seront soumises aux votes des joueurs victorieux. L'équipe qui aura accumulé le moins de votes sera éliminée. 

### Candidats
Légende :
- Vainqueur
- Finaliste
- En jeu
- Éliminé(e)
- Équipe Blanche
- Équipe Bleue
- Équipe Grise
- Équipe Jaune
- Équipe Marron
- Équipe Noire
- Équipe Orange
- Équipe Rose
- Équipe Rouge
- Équipe Violette

## Récapitulatif des audiences
| Saison | Épisode | Diffusion en France | Diffusion en France | Lancement       | Lancement | Finale          | Finale | Moyenne              | Moyenne |
| Saison | Épisode | Début de saison     | Fin de saison       | Premier épisode | PDM       | Dernier épisode | PDM    | Moyenne de la saison | PDM     |
| ------ | ------- | ------------------- | ------------------- | --------------- | --------- | --------------- | ------ | -------------------- | ------- |
| 1      | 51      | 5 septembre 2022    | 11 novembre 2022    | 346 000         | 2,6 %     | 545 000         | 2,6 %  | 456 000              | 2,2 %   |
| 2      | 63      | 4 septembre 2023    | 1er décembre 2023   | 442 000         | 2,3 %     | 392 000         | 2 %    | 454 000              | 2,2 %   |
| 3      | 70      | 2 septembre 2024    | 6 décembre 2024     | 356 000         | 1,8 %     | 335 000         | 1,9 %  | 336 000              | 1,7 %   |
| 4      |         | 18 août 2025        |                     | 312 000         | 2 %       |                 |        |                      |         |

## Version étrangère
L'émission, créée en France, connaîtra une adaptation en Allemagne sur Amazon Prime, The 50‘s, et aux États-Unis sur la chaîne hispanique Telemundo, Los 50 (es).
Une version portugaise du format, appelée Os 50, est en cours d'enregistrement et sera diffusée sur TVI.